# Церковь Николая Чудотворца (Алексин)
Церковь Николая Чудотворца — приходской храм Белёвской епархии Русской православной церкви, расположенный в городе Алексине Тульской области, памятник архитектуры XVIII века.

## Описание
Свято-Никольский храм с придельным алтарём и трапезной церкви во имя бессребреников Космы и Дамиана был построен в 1787—1789 годах на средства купца второй гильдии Ивана Савостина и братьев. В 1866—1870 годах устроен придел в честь святого Иоанна Предтечи. Иконостас церкви Космы и Дамиана заменён в 1891 году на новый.  Штат церкви состоял в 1895 году из священника и псаломщика. Церковь пользовалась процентами с 3288 рублей. Имелась церковная земля: полевая — 23 десятины и кустарник — 14 десятин.
Здание в классическом стиле — четверик с боковыми притворами, открывающимися в центральное пространство с помощью высоких арок, выше восьмерик, перекрытый высоким куполом и люкарнами, завершённый световым барабаном и главкой. С западной стороны небольшая трапезная и встроенный в неё первый ярус утраченной колокольни. Треугольные фронтоны и карнизы с сухариками, портики с двумя филёнчатыми пилястрами по сторонам и боковые порталы с лучковыми сандриками придают композиции церкви классицистическое звучание.
Кроме части города, в приход этой церкви входили слободы: Пушкарская, Кузнецкая и Рыбацкая. Всего жителей в приходе 300 мужского пола и 324 женского.
После революции 1917 года настоятеля арестовали, а храм закрыли. В 1937 году колокольня и притвор были разрушены.
В годы Великой Отечественной войны прямым попаданием авиабомбы полностью уничтожен центральный алтарь. До 1990-х годов на месте колокольни и алтаря располагалась автостанция и бензозаправка.
Уцелевшая часть храма в 1990 году была возвращена Русской православной церкви в состоянии руин. Первая служба в здании храма была совершена 28 августа 1990 года в праздник Успения Пресвятой Богородицы, и в том же году начались восстановительные работы. 12 августа 2003 года был окончательно восстановлен и освящён центральный алтарь храма. Особая гордость — колокольный ансамбль, включающий 430-килограммовый колокол великолепной звучности. Интерьеры храма украшены резным иконостасом с ликом святого Николая Чудотворца. При храме работает воскресная школа.